# Sisebut I
Sisebut I (ur. 7?? – zm. 8??) – hiszpański duchowny, biskup Seo de Urgel od 819 roku do 823 roku.